# Geschiedenis van de prostitutie in Nederland
Dit artikel behandelt de geschiedenis van de prostitutie in Nederland.

## Tot 1300
Zie voor dit tijdvak de hoofdartikelen: Geschiedenis van de prostitutie en Prostitutie in Duitsland
In het Frankische Rijk, waar Nederland tussen 481 en 734 toe ging behoren, bestond prostitutie volop, zowel in steden als in dorpen, op landgoederen en in vrouwenkloosters.
Vanaf de elfde eeuw werd in steden in het Heilige Roomse Rijk, opvolger van het Frankische Rijk, prostitutie soms gereguleerd, in de vorm van overheidsvergunning voor zogenaamde ‘vrouwenhuizen’ gekoppeld aan overheidstoezicht op de bedrijfsvoering.
Tegelijkertijd werd prostitutie door minstens een deel van de publieke opinie moreel veroordeeld.

## Ca. 1300 – 1575: concentreren en reguleren

### Veertiende eeuw

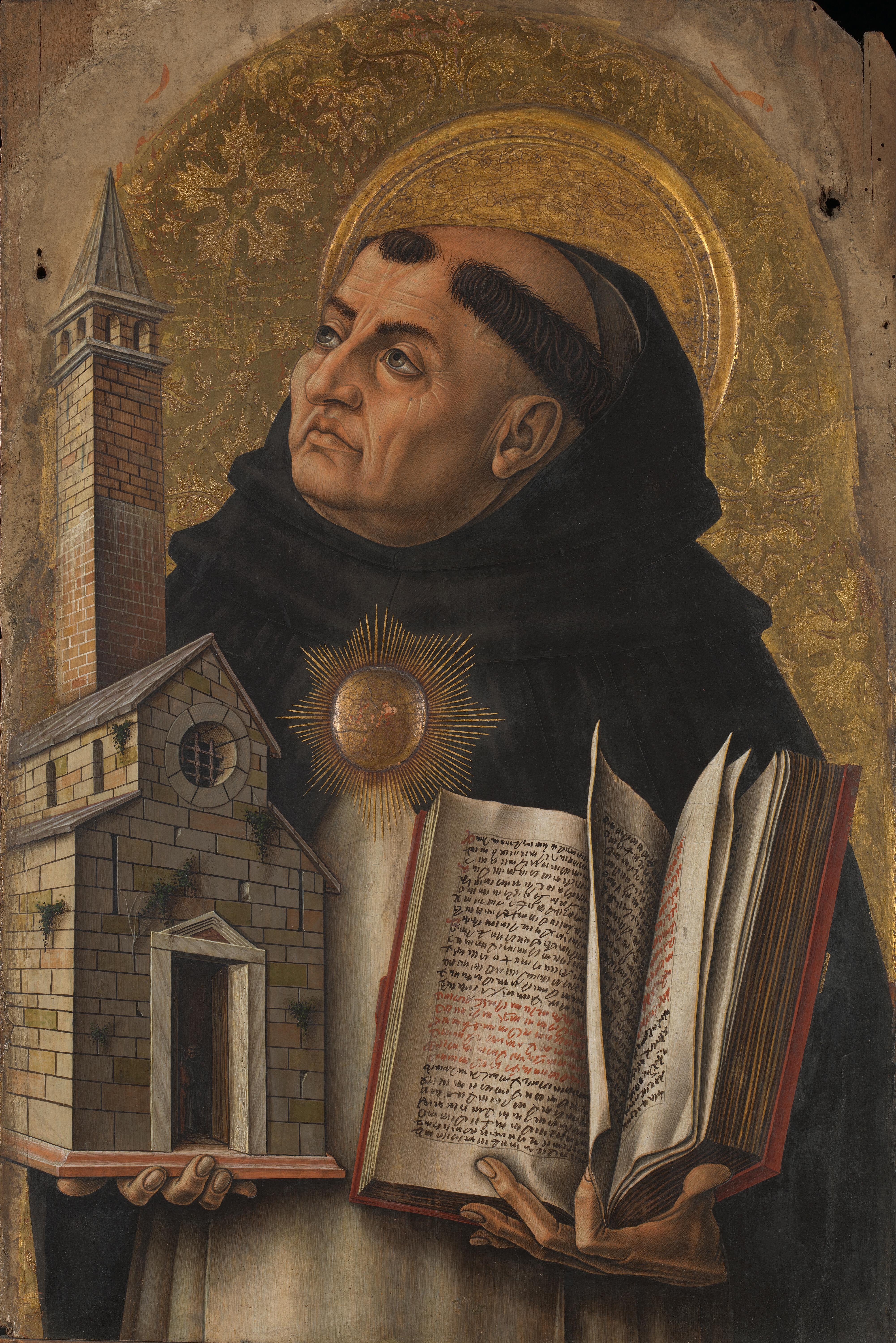
De heilige Thomas van Aquino, ca. 1225-1274:
neem de hoeren weg uit de wereld, en je zult diezelfde wereld verzadigen met sodomie.

De houding van de christelijke kerk, ook in Nederland, tegenover prostitutie was die van Augustinus (5e eeuw) en Thomas van Aquino (13e eeuw): prostitutie is wel verwerpelijk, maar toch ook noodzakelijk om eerbare vrouwen te vrijwaren van verkrachting en maagdenschennis.
Prostitutie werd dus in Nederland niet goedgekeurd, maar wel overal toegelaten, vaak met enige regulering. De middeleeuwse mens had veel begrip voor de menselijke zwakheden op het seksuele vlak/ Officieel stond op hoererij echter soms wel een zware straf. Een Dordtse keur uit vermoedelijk de 14e eeuw bedreigde zowel prostituee als prostitutieklant met de doodstraf.

### Vijftiende eeuw
Rond 1400 kende Amsterdam zogenaamde “hoerhuizen”.
Daarnaast waren er badstoven, oftewel luxe badhuizen die meestal functioneerden als bordeel of rendez-voushuis.
Daarnaast gewone stoven, inrichtingen, soms gesticht uit liefdadigheid, waar werd gestookt en waar verkleumde lieden een behaaglijk onderkomen vonden. Ook hier vond hoererij plaats.
Stadsbesturen verboden dergelijke prostitutie, maar de straffen erop waren niet zwaar.
Liep het met de openlijke wellustigheid in de badstoven de spuigaten uit dan greep het stadsbestuur in.
Na 1450 kende Amsterdam ook zogenaamde ‘oneerlijke herbergen’, waar behalve eten en drinken ook seks te koop was.
Prostitutie werd vooral als probleem van openbare orde benaderd. Een Utrechtse keur uit 1403 en een Amsterdamse uit 1413 verboden prostitutie op kerkhoven.
De tendens in de 15e eeuw was om prostituees te verbannen naar ‘afterstraten’ (achterbuurten), zoals tegen de stadsmuren doodlopende straten. Amsterdam gaf in 1478 het alleenrecht om hoerhuizen te houden aan dienaren van de schout.
De straffen voor hoeren die gestelde regels overtraden waren: openlijke tekijkstelling, verbanning, of blijvende verminking, bij voorkeur in het gezicht.

### 1500 – 1575
In 1530 had keizer Karel V de exploitatie van bordelen verboden; of dit in de Nederlanden effecten had is niet bekend.
Steden bleven proberen om prostitutie op bepaalde plaatsen te concentreren en elders te verbieden.
Rond 1540 werd in Arnhem een hoerenwaardin ‘mit oire gesellijnen geschickt te wonen by Sunte Jans Poirt’; in Delft werden in 1542 de Varken-, Dronken- en Hopsteeg aangewezen als plaats voor bordelen; in Leiden in 1545 het Zand, achter- en bezijden de Doelen, Koddesteeg, Sint-Nikolaassteeg en Achtergrachten.
Amsterdam poogde de hoerhuizen te beperken tot de Pijl- en Halsteeg, desondanks concentreerde de hoererij zich in de Nes en Pieter Jacobsdwarsstraat.
In Den Haag lagen de bordelen, geëxploiteerd door baljuw Vincent van Lebenstein en de procureur-generaal van Holland, rond het Spui. Buurtbewoners klaagden over de overlast daarvan bij koningin Maria, die in 1539 bepaalde dat op het Spui geen bordelen meer gehouden mochten worden.

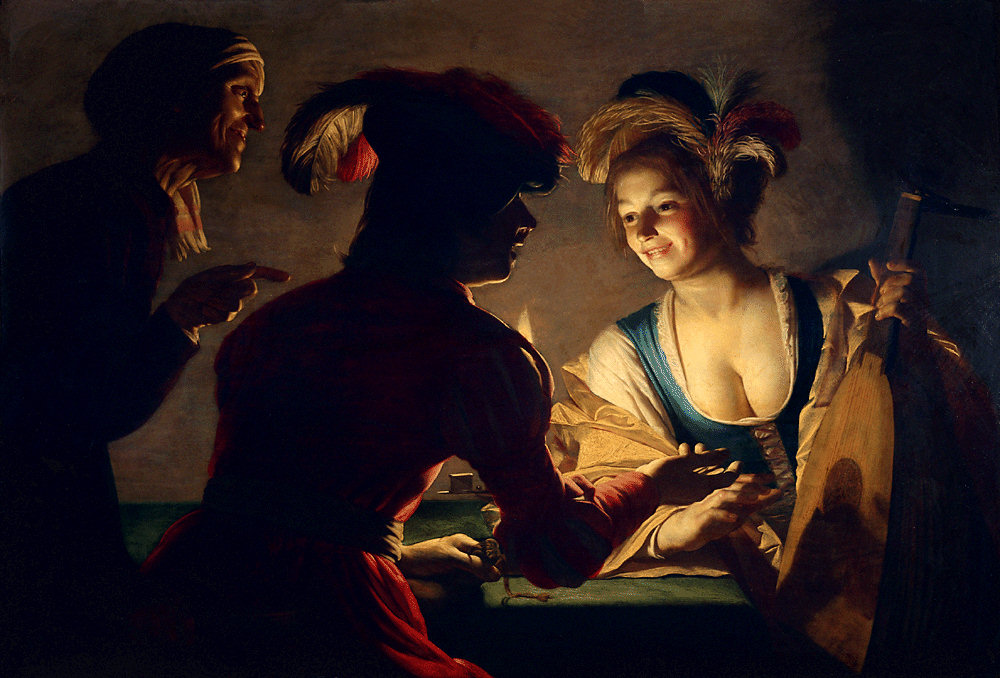
De koppelaarster. Gerard van Honthorst, olie op doek, 1625. (Centraal Museum, Utrecht)

Middelburg bepaalde in 1566 in een verordening dat bordeelhouders geen vaantje (= bierkroes) mochten uithangen maar alleen “eene tinne pints kanneken met een pallemboemke”, dus een palmboompje als kenteken van een hoerhuis; zodoende was voor de klant duidelijk of hij voor een ‘eerlijcke’ kroeg of tapperij stond of voor een bordeel.
Soms bepaalde een stad dat ‘wiven van ligten levene’ (vrouwen van het lichte leven) zich ’s avonds niet buiten de voor hen aangewezen gebieden in de stad mochten vertonen; bij kerkelijke plechtigheden de hele dag niet.
Straffen voor hoeren die zich niet aan de regels hielden waren: verbanning, lijfstraf, of “het dragen van de stedesteen”, dat wil zeggen: twee stenen, met het stadswapen beschilderd, aan een ketting om de hals dragen.

## 1575 – 1809: verbieden maar toch tolereren
Tussen 1570 en 1600 kwamen alle steden van
Friesland, Groningen, Overijssel, Gelre, Utrecht, Holland en Zeeland onder invloed van calvinisten die prostitutie strikt afwezen. In 1575 werd in Delft het houden van een “hoerhuis” verboden; Middelburg volgde in 1576. Amsterdam verbood tussen 1578 en 1580 aan de schoutsdienaren nog langer bordeel te houden, en stelde in 1580 bordeelhouders en koppelaars en hoeren strafbaar.
Andere steden volgden.
De openlijke bordelen verdwenen dus.
De denkbeelden en gebruiken onder het volk bleven echter nog de hele zeventiende eeuw gekenmerkt door de middeleeuwse seksuele tolerantie. Wel werd het in de zeventiende eeuw gebruikelijk om geslachtsziekten te beschouwen als straf van God wegens onkuis gedrag.

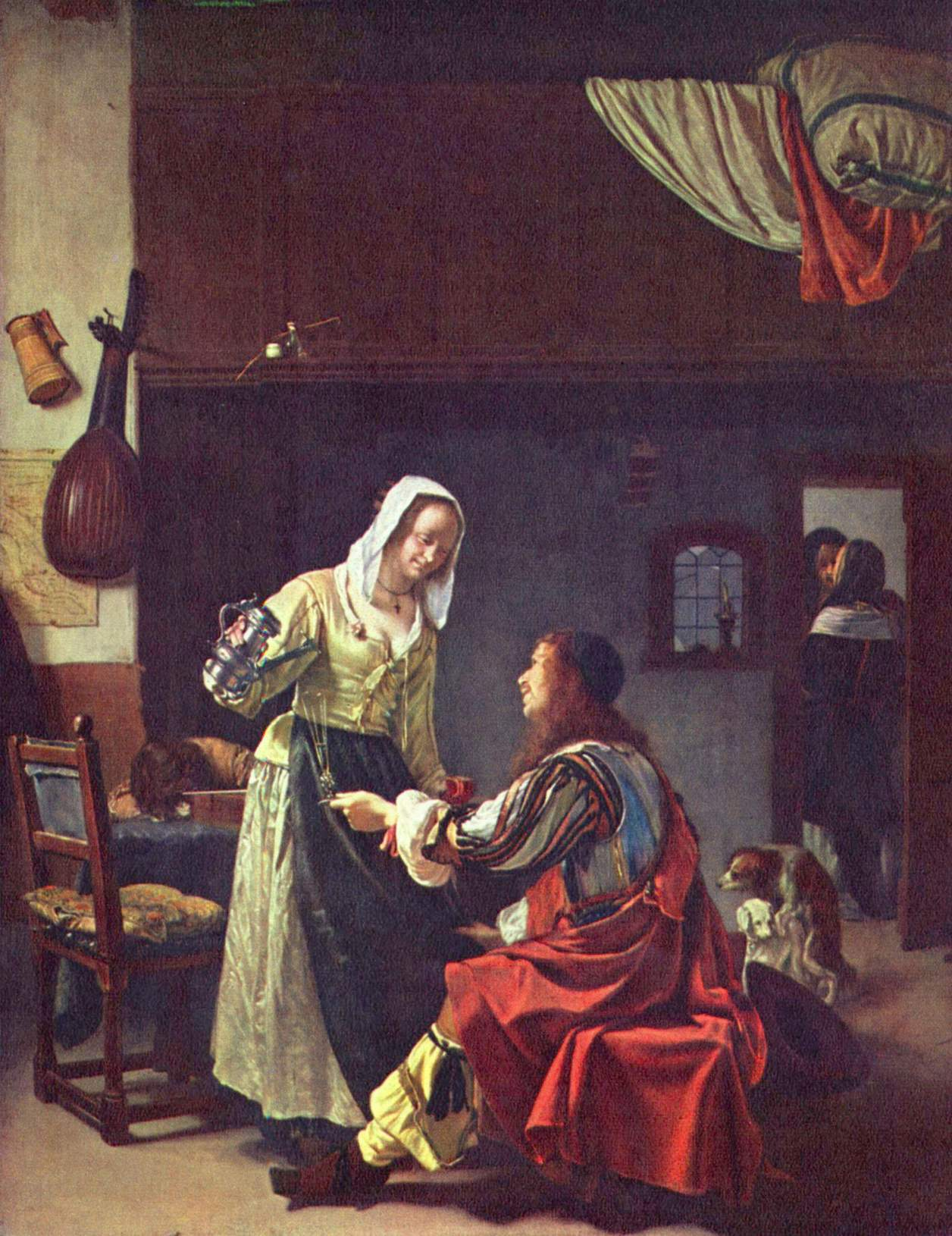
Bordeelscène. Frans van Mieris de Oudere, olieverf op paneel, rond 1670. (Mauritshuis, Den Haag)

### Zeventiende eeuw
De ontmoetingsplaatsen voor hoeren waren de kroegen en herbergen.
In voorname steden ontstonden in de zeventiende eeuw ook de zogenaamde “musico’s” of muziek- of speelhuizen, waar muzikanten speelden, en prostituees zich bij de bezoekers (reizigers, buitenlanders, zeelieden) aandienden.
Amsterdam werd overspoeld door kooplieden, varensgezellen en avonturiers, hetgeen een groot prostitutieaanbod uitlokte.
In de musico’s en kroegen was grote menging van rangen en standen, zodat hoeren uit lagere volksklassen er konden profiteren van de bestedingen van rijkere bezoekers.
Rond 1675 telde Amsterdam minstens 18 speelhuizen en 67 huizen van hoerenwaardinnen, in totaal telde de stad vermoedelijk zo’n 1000 hoeren, op 200.000 inwoners.
Voor de lagere volksklassen was er in Amsterdam de “oneerlijke herberg”, oftewel het “ravothuis”.
Vaak had de kroegbaas een afspraak met de hoerenwaardin dat zij met haar meisjes in de zaak bleef tot sluitingstijd, en de meisjes dan pas probeerden met een klant het gelegde contact ergens anders voort te zetten, bijvoorbeeld ten huize van de hoerenwaardin.
Verder waren er de kleinere danshuizen, “migchelkitten”; en bij het IJ de zogenaamde wijnhuizen, die bezocht werden door straatprostituees.
Kerkenraden drongen bij de stadsbesturen aan op strafbaarstelling van hoererij, en vervolging van hoeren en hun klanten. De stadsbestuurders waren echter veel minder fanatiek, en van werkelijke handhaving van de prostitutieverboden kwam weinig terecht.
Hoeren werden in Amsterdam slechts bij onregelmatige razzia’s vervolgd. Vrouwen die daarbij voor de tweede of derde keer werden aangehouden konden voor enkele maanden uit de stad verbannen worden, of in de vrouwengevangenis geplaatst.
Gehuwde hoerenlopers werden wel vervolgd, en bestraft met boete of eerloosverklaring of verbanning.

### Achttiende eeuw
In de 18e eeuw nestelde zich in burgerkringen een kuisere, preutsere huwelijksmoraal, die prostitutie streng afwees.
Vanaf eind 17e eeuw ging de overheid in Amsterdam (van daarbuiten hebben we nog weinig informatie) strenger optreden tegen prostitutie.
Speelhuizen wilden, in de loop van deze eeuw, de armetierige hoeren van de hoerenwaardinnen niet meer binnen hebben, zorgden zelf voor vrouwen die ze in de kleren staken, en organiseerden zelf faciliteiten voor afzondering.
In Amsterdam ontstonden na ongeveer 1770 weer fraai verbouwde nieuwe speelhuizen en andere gelegenheden met wel 20 à 30 hoeren in huis; kennelijk werden die min of meer officieel geduld.
In Amsterdam hadden de bordelen ‘de Pijl’ in de Pijlsteeg en ‘de Fontijn’ op de Nieuwmarkt eind 18e eeuw tot dertig vrouwen in dienst. Sommige bordeelhouders verdienden goed.
Buiten de bordelen woonden er deze eeuw ook zelfstandig werkende prostituees in Amsterdam; pruikenmakers, kappers en mode- en galanteriekramers of -winkeliers fungeerden als koppelaars tussen prostituee en prostitutieklant.

## Reglementering (1809-1888)

### 1811 – 1813: het Franse systeem
In het door Frankrijk bezette koninkrijk Holland – voorheen de Republiek der Zeven Verenigde Nederlanden – werden in 1809 alle oude gemeentelijke verordeningen afgeschaft.
Naar Frans voorbeeld werden in 1811 politiemaatregelen ingevoerd die bordeelhouders en publieke vrouwen (prostituees) verplichtten zich bij de politie te laten registreren. De prostituee ontving dan een rode registratiekaart en was verplicht zich tweemaal per week medisch te laten onderzoeken door de politiechirurgijn op met name geslachtsziekten, en daarbij vijftien stuivers te betalen. Dit systeem zou hier en daar in Nederland tot ongeveer 1900 voortbestaan.
Het officiële doel ervan was bestrijding van geslachtsziektes.
Als een bordeelhouder zich niet hield aan de registratieregels werd zijn bedrijf gesloten.
Doorgaans hielden zowel bordeelhouders als prostituees zich aan deze verplichtingen, want ze wisten dat de politie hun het leven zuur kon maken. Ook zelfstandig werkende prostituees, soms door de gemeente op eigen gezag ingeschreven, verzetten zich doorgaans niet tegen de verplichte medische controles.
Tegelijkertijd echter werd in 1811 ook de Franse strafwet, code pénal, in Nederland van kracht, met daarin het artikel 334 tegen het bevorderen van prostitutie van jeugdigen onder de 21 jaar.

### 1813 – 1848: bordelen gereguleerd door stadhuis óf politie
Na het vertrek van de Fransen in 1813 wisten gemeenteambtenaren vaak niet, waaraan zij zich moesten houden.
Slechts enkele steden in het Verenigd Koninkrijk der Nederlanden hielden vast aan het reglement voor bordeelhouders en prostituees.
In Amsterdam was de politie na 1813 op eigen houtje, kennelijk zonder politieke legitimatie, doorgegaan met de registratieplicht voor bordeelhouders en prostituees, inclusief het verplichte medische onderzoek van de vrouwen.
Onder de betere burgerij in Nederland was de heersende mening dat prostituees totaal verdorven en ‘diep gevallene’ vrouwen waren.
De regering was in 1816 van mening, dat erg veel militairen besmet waren met ‘syfilis’ (destijds verzamelnaam voor alle geslachtsziekten), schreef dat toe aan gebrekkige sanitaire maatregelen van overheden, en verzocht de gemeenten om een rapport van hetgeen zij reeds deden om geslachtsziekten te bestrijden.
Medische autoriteiten verdedigden de reglementering van prostitutie als medische bescherming van vooral de betere klassen. Politieke instanties zagen er nog een tweede voordeel in: het kon een instrument zijn om de opdringerige en zedenkwetsende prostitutie te beteugelen en beheersen.
Amsterdam benadrukte in zijn antwoord aan de regering in 1816, dat er vooral géén reglementering zoals in de Franse tijd moest terugkomen, want die zou het kwaad van de prostitutie verder aanmoedigen.
Den Haag vaardigde in 1825 als eerste gemeente wel een nieuw ‘Reglement nopens de publieke vrouwen en de zoogenaamde huizen van ontucht’ uit.
De regering vroeg in 1828 de overige gemeenten, het Haagse voorbeeld te volgen.
Tot 1845 volgden Den Helder, Alkmaar, Delft, Harderwijk, Vlissingen, Arnhem, Middelburg, Haarlem en Den Bosch dat advies op.
Het Amsterdamse stadsbestuur huldigde intussen het standpunt dat prostitutie schandelijk is en daarom niet gereglementeerd mag worden.
De Rotterdamse hoofdcommissaris van politie voerde, vergelijkbaar met Amsterdam, in 1847 op eigen gezag een plicht in voor de bij hem ingeschreven prostituees tot periodiek medisch onderzoek, onder bedreiging met de politiecel. Prostituees en bordeelhouders werkten er gedwee aan mee.

### 1848 – 1879: middelgrote steden kiezen reglementering
Na 1848 bestookten medici de gemeenteraden – sinds de staatshervorming dat jaar aanzienlijk machtiger geworden – met verzoekschriften betreffende reglementering; de gemeenteraden bleken hiervoor ontvankelijker dan vóór 1848 de colleges van B en W.
De rijksoverheid nam in 1851 in de nieuwe Gemeentewet een artikel 188 op, dat, voor het eerst in landelijke wetgeving, verwees naar prostitutie: “De politie over de schouwburgen, herbergen, tapperijen en alle voor het publiek openstaande gebouwen en zamenkomsten, openbare vermakelijkheden en openlijke huizen van ontucht, behoort aan den Burgemeester”.
Daarop gingen nog eens 24 gemeenten over tot (nieuwe of gewijzigde) reglementering: (1853-1859) Leiden, Amersfoort, Assen, Bergen op Zoom, Breda, Culemborg, Gorinchem, Maastricht, Nijmegen, Woerden; (1860-’69) Brielle, Deventer, Goes, Groningen, Hellevoetsluis, Hoorn, Kampen, Venlo, Zwolle; (1870-’79) Dordrecht, Gouda, Harlingen, Leeuwarden en Zutphen.
De Utrechtse hoogleraar L.C. van Goudoever begon in 1858, met toestemming van de burgemeester, medische controle van door hem geselecteerde prostituees, om zo aan voldoende gewillige vrouwelijke patiëntes te komen voor de klinische demonstraties tijdens zijn onderwijs in de heel- en verloskunde aan de universiteit van Utrecht.
De Utrechtse gemeenteraad wees echter, ergens tussen 1858 en 1878, reglementering van prostitutie door de overheid van de hand.
Ook de Amsterdamse gemeenteraad verwierp op 30 januari 1862 een concept-verordening betreffende prostituees en bordelen.

### Prostitutie buiten bordelen (19e eeuw)
Het aantal bij de politie bekende bordelen nam af in Amsterdam en Utrecht: Amsterdam had in 1852 nog 131 bordelen, in 1882 nog 68, in 1888 nog 43.
Utrecht had in 1842 veertien publieke huizen, in 1862 twaalf, in 1885 nog drie.
(Van overige steden ontbreken ons nog de getallen.)
Terwijl in Utrecht dus het aantal prostituees in bordelen sterk afnam, nam het aantal buitenlandse vrouwen onder hen (Duitse, Belgische, Luxemburgse, Franse) juist sterk toe, zelfs in absolute aantallen.
Naast bordeel- en straatprostitutie was er de hele eeuw ook prostitutie in nachthuizen, nachtkelders, kroegen en bierhuizen.
Nederlandse prostituees wilden zich aan het eind van deze eeuw niet meer onderwerpen aan de structuur van bordelen en het strenge politiebeleid, en wilden zelfstandiger werken, op straat, in cafés, of aan de deur van hun eigen woning.

## Criminalisering (1889 - heden)

### 1878 – 1911: christenen eisen bordeelverboden

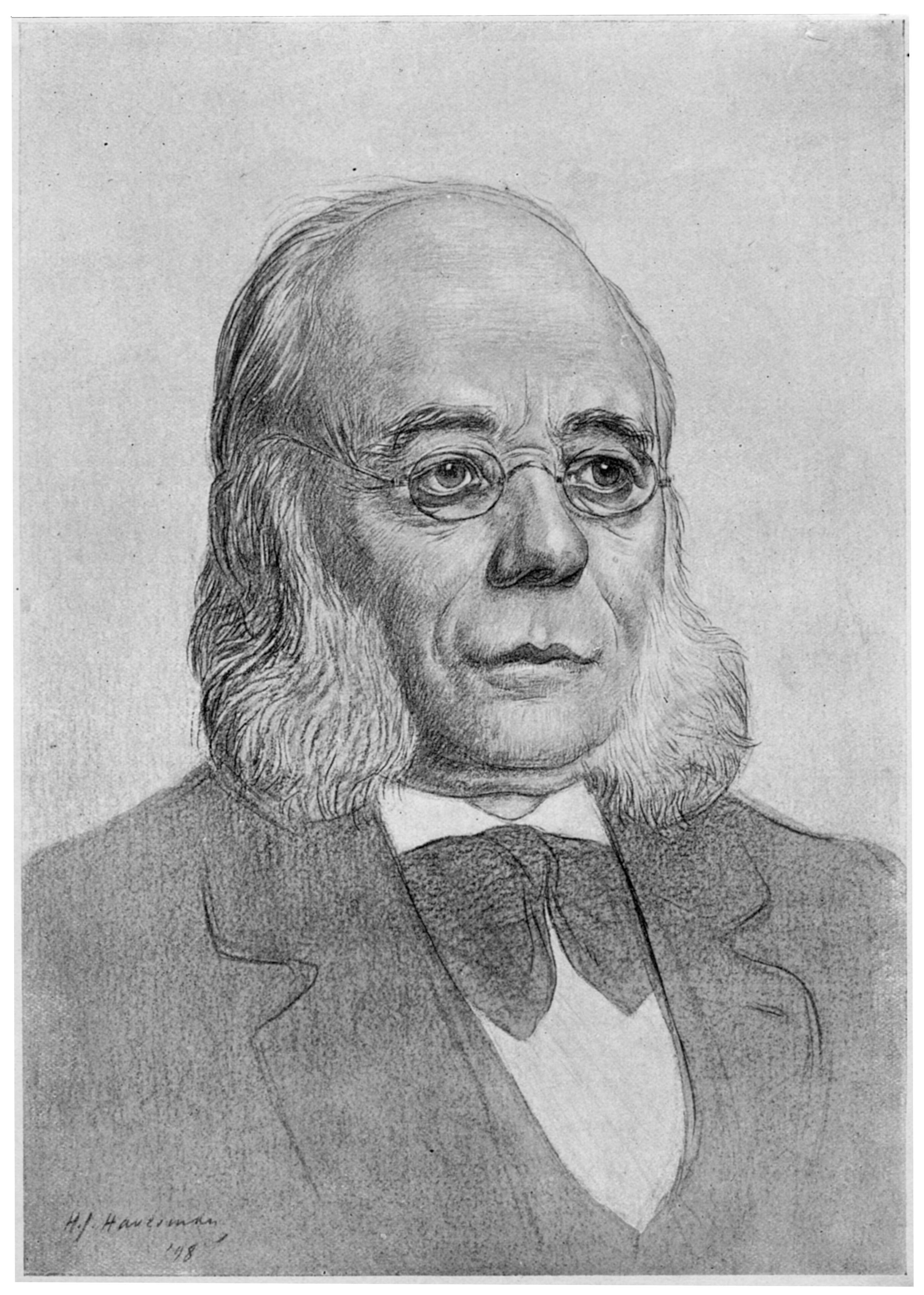
Hendrik Pierson, mede-oprichter van de Nederlandsche Vereeniging tegen de Prostitutie

De ‘Nederlandsche Vereeniging tegen de Prostitutie’ stelde vanaf 1878/’79 dat de overheid de huizen van ontucht moest sluiten, vanaf 1884 deed ook de ‘Nederlandsche Vrouwenbond ter verhooging van het zedelijk bewustzijn’ dat. Beide verenigingen waren sterk orthodox-protestants.
Buitenechtelijke seks met mensen jonger dan 16 jaar werd in 1886 strafbaar gesteld.
De protestants-christelijke ‘Middernachtzendingsvereniging’ postte vanaf 1888 voor bordelen om mannen aan te spreken op hun immorele gedrag, en diende bij gemeenteraden petities in ter afschaffing van de reglementering.
In 1889 werd in Frascati een nationaal congres tegen prostitutie gehouden.
Deze pressie had effect: medio 1889 hadden vijf gemeenten hun reglementering van prostitutie afgeschaft.
Amsterdam stelde in 1889 een verbod op het lokken van klanten op de stoep voor, of op straat nabij, een bordeel.
In 1889 stelde Kampen als eerste weer een bordeelverbod in, Utrecht deed dat in 1890, daarna volgden Amersfoort, Den Helder, Alkmaar, Harderwijk en Venlo.
Amsterdam verbood in 1902 alle inrichtingen die gelegenheid boden tot “ontuchtige handelingen”, spijkerde het bekendste bordeel, Maison Weinthal, dicht, waarna de overige zeven nog bestaande bordelen zelf hun deuren sloten.
In Leiden sloot het stadsbestuur in 1904 de bordelen.
In 1911 werd in het Wetboek van Strafrecht, artikel 250bis (‘bordeelverbod’), het houden van bordelen tot misdrijf verklaard, omdat ze volgens de regering, leiden tot ondermijning van de goede zeden.

### Bordelen verboden, maar getolereerd
Raamprostitutie bleef wel bestaan; hoewel die strikt genomen onder de bordeelverboden viel, werd ze door de politie op bepaalde plaatsen getolereerd.
Als nieuwe dekmantels voor prostitutie ontstonden, vooral in Amsterdam en Rotterdam, door vrouwen gedreven ‘sigarenwinkels’ en na 1918 ‘massage-inrichtingen’.
Amsterdam telde in 1920 zo’n 600 prostitutiehuizen met 1100 prostituees.
Rond 1900-1930 werd prostitutie gezien als Kwaad met hoofdletter, dat met alle mogelijke middelen bestreden diende te worden. Men was in die tijd echter snel geneigd, alle buitenechtelijke seks ‘prostitutie’ te noemen.
Tijdschriften zoals De Zwarte Kat en Pan, waarin prostituees hun diensten aanboden, o.a. in de ‘massagehuizen’, werden in 1930 verboden.
Omdat het ‘bordeelverbod’ in WvS art. 250bis lastig bruikbaar bleek, voerden gemeenten nog extra plaatselijke verordeningen in tegen raamprostitutie. Amsterdam en Utrecht deden dat in 1935, Groningen bijvoorbeeld pas in 1960.
Af en toe hield de politie een strenge actie tegen (raam-)prostitutie (zie bijvoorbeeld Geschiedenis van de prostitutie in Amsterdam) maar het leek nooit veel uit te halen.

### Pleidooi voor legalisering (1959-1980)
In de jaren vijftig en zestig werd het grote publiek zich er bewust van dat WvS 250bis (‘bordeelverbod’) kennelijk een machteloos wetsartikel was.
Het Algemeen Handelsblad publiceerde op 21 november 1959 een pleidooi voor legalisering van prostitutie.
Gemeenten (bijvoorbeeld Utrecht in 1973, Groningen in 1981, Amsterdam 1983) kwamen openlijker uit voor hun feitelijke gedogen van prostitutie.
De seksindustrie presenteerde zich openlijker in het straatbeeld, en bordelen ontstonden ook in respectabele buurten en seksboerderijen.
Vanaf 1970 werd het prostitutiebedrijf in Nederland internationaler: eerst kwamen de Surinaamse vrouwen, daarna vrouwen uit andere Latijns-Amerikaanse landen, Thailand, en weer later uit Afrika.

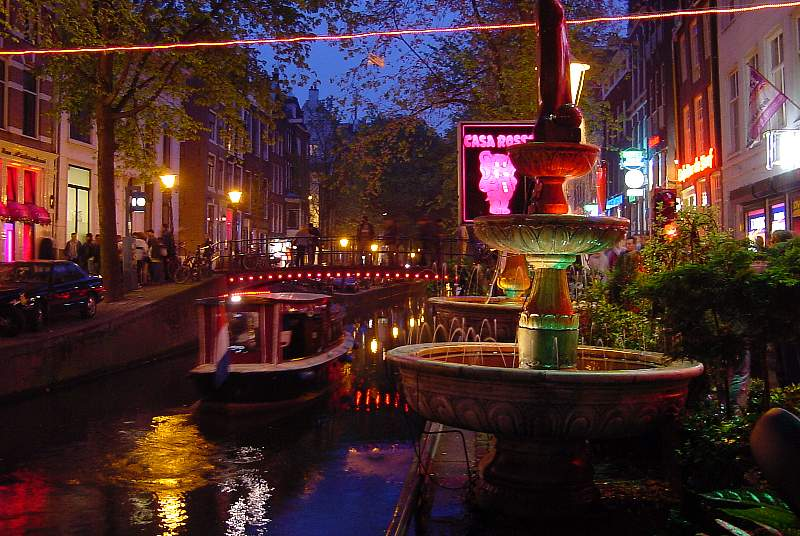
De Oudezijds Achterburgwal bij avond (foto 2004)

De Mr de Graafstichting, ooit opgericht ter bestrijding van prostitutie, pleitte in 1976 voor decriminalisering en destigmatisering van prostitutie.
Intussen werd in Rotterdam in 1980 duidelijk dat bordeelverbod WvS art. 250bis niet alleen prostitutie niet remde, maar zelfs gemeentelijk prostitutiebeleid dwarsboomde (zie Prostitutie in Rotterdam).

### Schrappen bordeelverbod (1982-2000)
Rond 1982 ontstonden meer initiatieven tot het afschaffen van het landelijke bordeelverbod.
Nadat in 1987 de Tweede Kamer akkoord was gegaan met die afschaffing, trad minister van Justitie Hirsch Ballin (CDA) aan, die tegen die afschaffing onoverkomelijke bezwaren had en het wetsvoorstel in 1993 alsnog introk.
Vanaf 1989 (de val van de Muur) kwamen ook vele Oost-Europeaanse vrouwen in Nederland in de prostitutie werken.
In 2000 werd WvS art. 250bis (bordeelverbod) wel afgeschaft. De toelichting bij de wet noemt diverse redenen: bescherming van de positie van prostitué(e)s; bestrijding van exploitatie van onvrijwillige prostitutie; beheersing en regulering van exploitatie van prostitutie. Daarvan werd alleen de laatste reden hardgemaakt, en wel in het allereerste Kamerdebat dat gewijd was aan de opheffing van het bordeelverbod, op 10 mei 1984: het bordeelverbod maakte het gemeenten onmogelijk om, uit oogpunt van ruimtelijke ordening of openbare orde, een gericht verplaatsingsbeleid betreffende bordelen te voeren, waarbij het voorbeeld van
Rotterdam, 1980 werd aangehaald.
Op 1 oktober 2000 werd tevens seks met een prostituee jonger dan 18 jaar strafbaar gesteld.

### Hercriminalisering door gemeenten (1981 - heden)
In Rotterdam liepen echter de spanningen in de wijk Katendrecht tussen bewoners en seksindustrie vanaf 1970 uit de hand, en het gemeentebestuur zag geen andere uitweg meer dan op Katendrecht rond 1981 alle zichtbare prostitutie te verbieden.
Groningen drong in 1981-’83 de raamprostitutie met 34% terug.
Amsterdam besloot in 1983 dat de bestaande prostitutiebedrijven zich niet mogen verplaatsen en het aantal van die bedrijven niet mag toenemen.
Den Haag sloot in 1999 de grootste van zijn drie raamprostitutiegebieden.
De steden gingen in 2000 over tot een vergunningenstelsel waarin ze op willekeurige gronden maxima stelden aan aantallen prostitutiebedrijven (zie prostitutie in Amsterdam, Groningen, Utrecht).
Er waren toen twaalf steden met raamprostitutie: Amsterdam, Den Haag, Utrecht, Alkmaar, Arnhem, Deventer, Doetinchem, Eindhoven, Groningen, Haarlem, Leeuwarden en Nijmegen.
In 1999 werkten zo’n 5000 raamprostituees in Nederland, en in seksclubs of privéhuizen ruim 11.000 vrouwen.

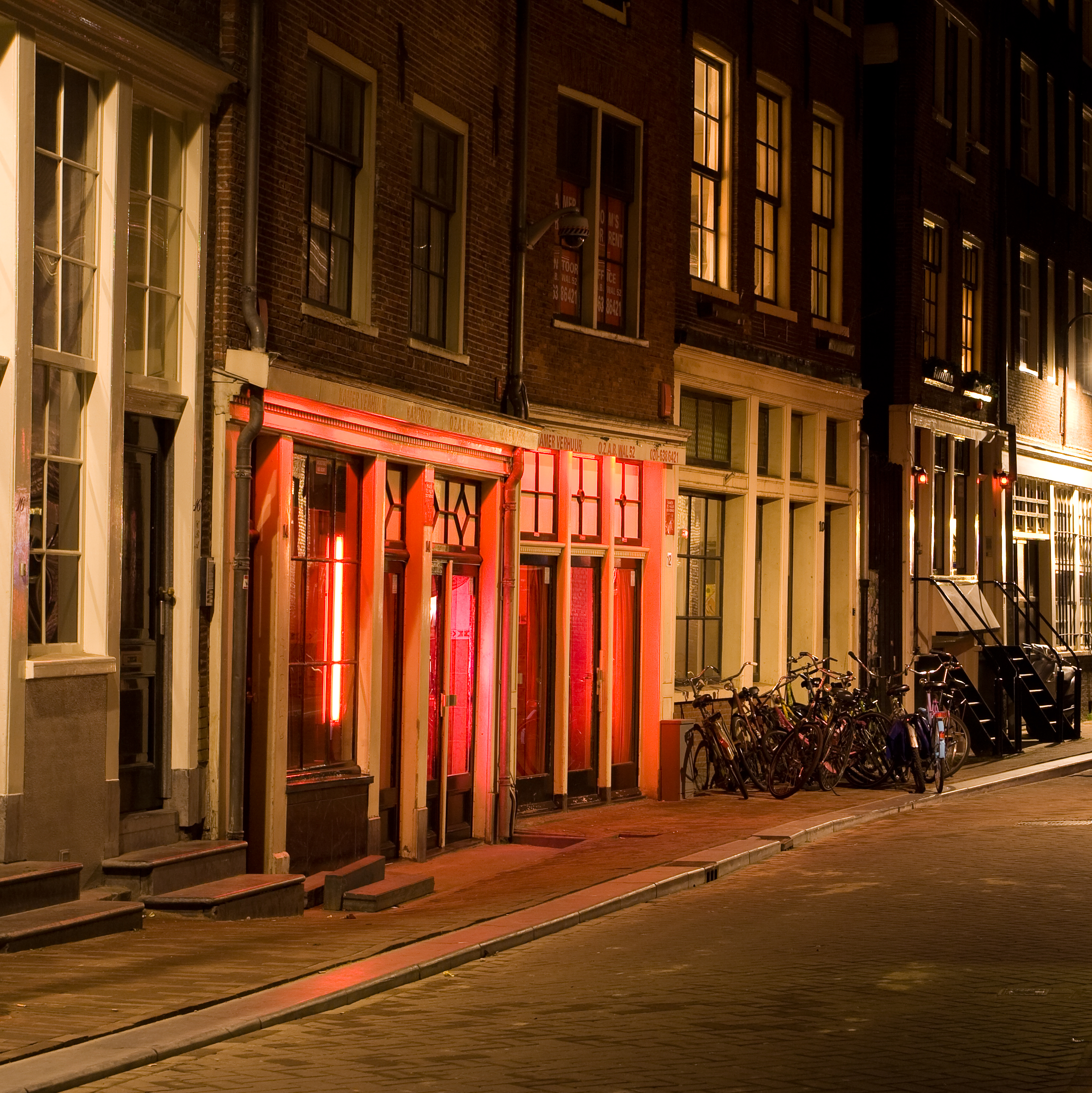
Gezicht op twee prostitutiepanden in de Bloedstraat op de Wallen in Amsterdam (foto 2008)

Arnhem wist in januari 2006 alle raamprostitutie uit te bannen, na tientallen jaren van acties en gerechtelijke procedures.
In 2007-’09 besloot Amsterdam, bewerend dat prostitutie een “criminogene functie” is, het aantal legale prostitutieramen te verminderen van 482 tot 290.
Groningen besloot in 2009, zonder opgaaf van reden, het aantal legale ramen per 2016 terug te brengen van 146 tot 95.
Alkmaar heeft per 1 september 2011, via een Bibob-procedure, het aantal prostitutieramen verminderd van ongeveer 125 tot 67, en stelde snel daarna, zonder argumentatie, het maximale aantal ramen op 69.
Utrecht bepaalde 2010 dat een prostituee een prostitutiekamer voor vier volle weken moet huren, en als prostituee geregistreerd moet staan bij de gemeente.

### Onderzoeksrapporten, 2006
In 2006 verschenen van de regering drie rapporten getiteld “Tweede Evaluatie van de opheffing van het bordeelverbod”. Ze betroffen geen evaluatie, want de regering had, bij de afschaffing van het bordeelverbod in 2000, geen concrete of meetbare doelstellingen geformuleerd, bovendien bestonden in 2000 geen betrouwbare gegevens over de toenmalige positie van prostituees. De rapporten betroffen dus kennelijk onderzoekingen.
Onderzoek 1, De sociale positie van prostituees 2006
Deze studie vat ‘sociale positie’ vooral op als: inhoud van het werk, arbeidsomstandigheden, arbeidsvoorwaarden en arbeidsverhoudingen, door sociologen aangeduid als ‘de kwaliteit van de arbeid’.
De conclusie van deze studie is, dat in de vergunde prostitutiesector “geen sprake is van een structureel slechte kwaliteit van de arbeid”.
Onderzoek 2, Niet-legale prostitutie
Conclusies:
- In gesprekken met prostituees, exploitanten, prostituanten etc. werden in geringe mate “signalen” opgevangen van onder valse voorwendselen buitenlandse vrouwen (totaal onwetend) in de Nederlandse prostitutie brengen. Het rapport onderbouwt deze bewering niet.[75]
- In gesprekken met prostituees, exploitanten, prostituanten etc. kwam in geringe mate “naar voren” (in de regio Eindhoven) dat familie van prostituees zou zijn gechanteerd of bedreigd, ten behoeve van uitbuiting van de prostituee, en (in de regio Groningen) dat tegen prostituees geweld zou zijn gebruikt of gedreigd zou zijn met geweld, ten behoeve van uitbuiting van de prostituee. Het rapport onderbouwt deze beweringen niet.[75]
- Er zijn nauwelijks minderjarigen in de vergunde prostitutiebranche en ook geen signalen dat zij veel in niet-vergunde bedrijven aanwezig zijn.
- In regio’s waar de politie regelmatig controleert op illegale vrouwen in de prostitutie blijken die aantallen sinds 2000 of sinds 2002 te dalen. In Amsterdam noemen de onderzoekers de situatie betreffende illegalen echter “moeilijk te beoordelen”.[76]

Onderzoek 3, Gemeentelijk beleid
Conclusies:

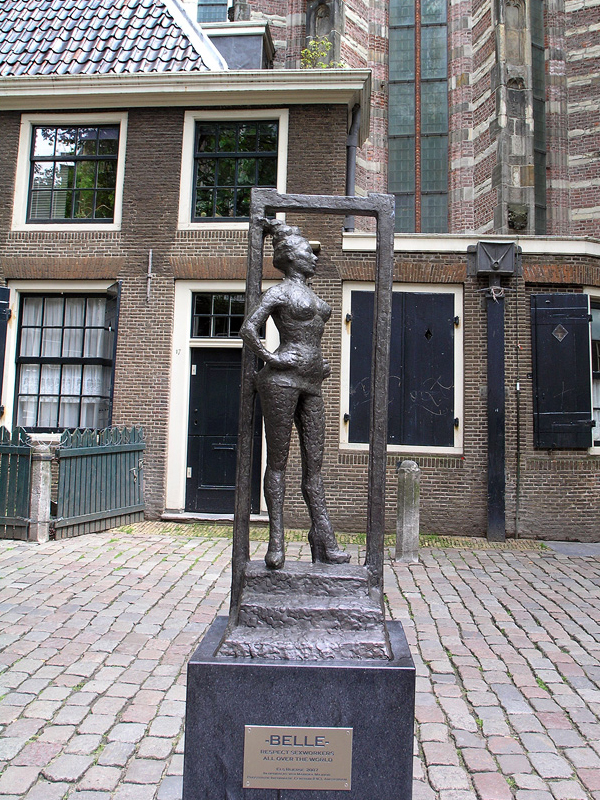
Standbeeld “Belle” van Els Rijerse, sinds maart 2007 op het Oudekerksplein in Amsterdam, ter ere van de prostituees.

- De naleving van de regels door de seksbranche is goed tot redelijk.
- Een derde van de gereguleerde seksbedrijven heeft de afgelopen vijf jaar een waarschuwing of sanctie van de gemeente gekregen. Redenen waren: aanwezigheid van prostituees zonder verblijfs- of werkvergunning; niet voldoen aan de gedragseisen of planologische regelingen; etc..
- Prostituees noemen positieve gevolgen van de opheffing van het bordeelverbod voor hun positie: de hygiëne is verbeterd, de politie is hulpvaardiger, prostituees voelen zich onafhankelijker en zelfbewuster.[78]
- Het aantal seksbedrijven met vergunning nam tussen 2000 en 2006 af met 17% tot ongeveer 1270. Het rapport noemt als mogelijke oorzaken: slechtere economische situatie; invoering van de euro; groei van mobiele telefonie en internet; toename van escortservices en thuisprostitutie en 06-seksbedrijven.

### Straat- en escortprostitutie (sinds 1900)
Escort-prostitutie werd na 1945, onder de naam call-girl, vanuit de Verenigde Staten in Europa geïntroduceerd. Rond 1999 werkten in Nederland ongeveer 4000 escort-prostituees. Na 2000 gingen gemeenten en geleidelijk toe over, escortprostitutie vergunningplichtig te maken, zie bijvoorbeeld vergunningstelsel Groningen, 2000, en vergunningenstelsel Amsterdam na 2000.
Straatprostitutie werd de hele twintigste eeuw verboden, opgejaagd, of oogluikend getolereerd (zie bijvoorbeeld Amsterdam, Rotterdam, Den Haag, Utrecht, Arnhem, Groningen, Heerlen, Nijmegen of Eindhoven).
Halverwege de jaren zeventig nam straatprostitutie door aan heroïne verslaafde mensen toe.
Vanaf 1983 voerden diverse steden tippelzones in waar tippelen toegestaan was.
Nadat Amsterdam (1996 tot 2003), Rotterdam (1984 tot 2005) en Den Haag (1983 tot 2006) hun zones hadden gesloten kende Nederland zes tippelzones:
Utrecht sinds 1986, Arnhem sinds 1996, Groningen sinds 1998, Heerlen sinds 2000, Nijmegen ook sinds 2000, en Eindhoven sinds 2003. Sinds juli 2021 zijn er alleen nog tippelzones in Arnhem en Nijmegen.
Rond 1999 werkten in Nederland zo’n 1250 tippelprostituees.